# TT Isla de Man de 1952
El TT Isla de Man de 1952 fue la segunda prueba de la temporada 1952 del Campeonato Mundial de Motociclismo. El Gran Premio se disputó del 11 al 13 de junio de 1952 en el circuito de Snaefell Mountain Course.
Una vez más, el TT Isla de Man le quitó la vida a un piloto. Frank Fry murió en los entrenamientos. Manliff Barrington se rompió una cadera y tuvo que poner fin a su carrera.

## Resultados TT Senior 500cc
Geoff Duke lideró la TT Senior durante cuatro vueltas, pero luego entró en boxes con un clutch defectuoso. Reg Armstrong estaba decidido a asegurar la victoria de Norton, y también tuvo de lado a la suerte. En la línea de meta, su cadena se rompió y tuvo que entrar empujando la moto y acabó a 30 segundos del segundo Les Graham, que había sido enviado a Man por MV Agusta debido a su conocimiento de la pista. Gilera no utilizó a ningún piloto que conociera los 60 km del recorrido.
| Pos.    | Piloto            | Equipo    | Tiempo/Retirado | Puntos |
| ------- | ----------------- | --------- | --------------- | ------ |
| 1       | Reg Armstrong     | Norton    | 2:50"28'4       | 8      |
| 2       | Les Graham        | MV Agusta | 2:50"55'0       | 6      |
| 3       | Ray Amm           | Norton    | 2:51"31'2       | 4      |
| 4       | Rod Coleman       | AJS       | 2:56"39'0       | 3      |
| 5       | Bill Lomas        | AJS       | 2:58"39'0       | 2      |
| 6       | Cromie McCandless | Norton    | 2:58"51'2       | 1      |
| 7       | George Brown      | Norton    | 3:00"35'8       |        |
| 8       | Ken Mudford       | Norton    | 3:00"39'0       |        |
| 9       | Albert Moule      | Norton    | 3:02"41'6       |        |
| 10      | Phil Carter       | Norton    | 3:03"31'8       |        |
| 11      | Vic Willoughby    | Norton    | 3:03"56'0       |        |
| 12      | Syd Lawton        | AJS       | 3:04"04'2       |        |
| 13      | Tony McAlpine     | Norton    | 3:05"29'2       |        |
| 14      | Roy Evans         | Norton    | 3:05"42'2       |        |
| 15      | Don Williams      | Norton    | 3:05"51'0       |        |
| 16      | John Grace        | Norton    | 3:05"59'0       |        |
| 17      | Humphrey Ranson   | Norton    | 3:07"00'6       |        |
| 18      | Charlie Salt      | BSA       | 3:07"39'4       |        |
| 19      | Cyril Stevens     | Norton    | 3:08"19'0       |        |
| 20      | Frank Norris      | Norton    | 3:09"06'0       |        |
| 21      | Arthur Wheeler    | Norton    | 3:09"37'8       |        |
| 32      | Ken Kavanagh      | Norton    | 3:15"32'0       |        |
| Ret     | Cecil Sandford    | BSA       | Ret             |        |
| Ret     | Roland Pike       | Pike-BSA  | Ret             |        |
| Ret     | Geoff Duke        | Norton    | Ret             |        |
| Ret     | Jack Brett        | AJS       | Ret             |        |
| Ret     | Ernie Ring        | AJS       | Ret             |        |
| Ret     | Ashley Len Parry  | Norton    | Ret             |        |
| Fuente: |                   |           |                 |        |

## Resultados Junior 350cc
En Junior TT, nadie rivalizó con la Norton Manx de Geoff Duke y lideró la carrera de principio a fin con casi un minuto y medio por delante de su compañero de equipo Reg Armstrong. AJS acabó a un minuto por detrás. La última Velocette KTT Mk VIII, propiedad de Cecil Sandford, solo pudo ser solo noveno a 15 minutos por detrás.
| Pos.    | Piloto            | Moto      | Tiempo/Retirado | Puntos |
| ------- | ----------------- | --------- | --------------- | ------ |
| 1       | Geoff Duke        | Norton    | 2:55"30'6       | 8      |
| 2       | Reg Armstrong     | Norton    | 2:56"57'8       | 6      |
| 3       | Rod Coleman       | AJS       | 2:58"12'4       | 4      |
| 4       | Bill Lomas        | AJS       | 3:00"41'0       | 3      |
| 5       | Syd Lawton        | AJS       | 3:07"05'0       | 2      |
| 6       | George Brown      | AJS       | 3:07"33'4       | 1      |
| 7       | Cromie McCandless | Norton    | 3:08"30'4       |        |
| 8       | Ernie Ring        | AJS       | 3:08"42'8       |        |
| 9       | Cecil Sandford    | Velocette | 3:10"20'2       |        |
| 10      | Phil Carter       | Norton    | 3:12"16'6       |        |
| 11      | Albert Moule      | Norton    | 3:13"45'0       |        |
| 12      | Norman Stewart    | Norton    | 3:14"04'0       |        |
| 13      | Don Williams      | Norton    | 3:15"38'0       |        |
| 14      | Les Dear          | AJS       | 3:16"52'2       |        |
| 15      | John Grace        | Norton    | 3:17"21'0       |        |
| 16      | Robin Sherry      | Norton    | 3:17"25'0       |        |
| 17      | Phil Heath        | AJS       | 3:17"45'0       |        |
| 18      | Bill Beevers      | Norton    | 3:17"55'4       |        |
| 19      | Humphrey Ranson   | AJS       | 3:18"15'0       |        |
| 20      | Roy Evans         | AJS       | 3:18"18'6       |        |
| 37      | Frank Cope        | AJS       |                 |        |
| Ret     | Ken Kavanagh      | Norton    | Ret             |        |
| Ret     | Jack Brett        | AJS       | Ret             |        |
| Ret     | Charlie Salt      | Velocette | Ret             |        |
| Ret     | Roland Pike       | Pike-BSA  | Ret             |        |
| Ret     | Les Graham        | Velocette | Ret             |        |
| Ret     | Ken Mudford       | Norton    | Ret             |        |
| Ret     | Arthur Wheeler    | Velocette | Ret             |        |
| Ret     | Ray Amm           | Norton    | Ret             |        |
| Fuente: |                   |           |                 |        |

## Resultados Lightweight 250cc
Una vez más, la supremacía de Moto Guzzi en el Lightweight TT fue enorme. Fergus Anderson y Enrico Lorenzetti pilotaron sus Gambalunghino a los dos primeros lugares por delante de Syd Lawton, probablemente todavía pilotando la vieja Moto Guzzi Albatros. Anderson también estableció un nuevo récord de carrera, pero Bruno Ruffo, que terminó sexto, estableció la vuelta rápida. Un buen resultado si se tiene en cuenta que fue su primera y única actuación en este circuito.
| Pos. | Piloto              | Mot         | Tiempo/Retirado | Puntos |
| ---- | ------------------- | ----------- | --------------- | ------ |
| 1    | Fergus Anderson     | Moto Guzzi  | 1:48"08'6       | 8      |
| 2    | Enrico Lorenzetti   | Moto Guzzi  | 1:48"40'8       | 6      |
| 3    | Syd Lawton          | Moto Guzzi  | 1:49"43'2       | 4      |
| 4    | Les Graham          | Velocette   | 1:50"22'0       | 3      |
| 5    | Maurice Cann        | Moto Guzzi  | 1:50"51'6       | 2      |
| 6    | Bruno Ruffo         | Moto Guzzi  | 1:51"26'0       | 1      |
| 7    | Ron Mead            | Velocette   | 1:57"48'4       |        |
| 8    | Ray Petty           | Norton      | 1:59"01'0       |        |
| 9    | Arthur Wheeler      | Moto Guzzi  | 2:00"00'4       |        |
| 10   | Charlie Salt        | Pike-Rudge  | 2:00"38'6       |        |
| 11   | Ernie Barrett       | Moto Guzzi  | 2:02"12'8       |        |
| 12   | Colin Bruce         | Velocette   | 2:02"18'4       |        |
| 13   | Roland Pike         | Pike-Rudge  | 2:02"28'0       |        |
| 14   | Svend-Aage Sørensen | Excelsior   | 2:06"23'0       |        |
| 15   | Frank Cope          | AJS         | 2:06"52'8       |        |
| 16   | John Fisher         | Excelsior   | 2:07"35'0       |        |
| 17   | Harold Hartley      | Rudge       | 2:07"43'0       |        |
| 18   | Harry Stephen       | AJS-Triumph | 2:07"54'0       |        |
| 19   | Jack McCredie       | Excelsior   | 2:07"57'0       |        |
| 20   | Charlie Luck        | CLS         | 2:11"29'0       |        |
| 21   | Jack Sparrow        | Excelsior   |                 |        |
| 22   | Henry Harrison      | OK Supreme  |                 |        |
| Ret  | Bill Webster        | Pike-Rudge  | Ret             |        |
| Ret  | Bill Lomas          | DKW         | Ret             |        |
| Ret  | Bill Madddrick      | Moto Guzzi  | Ret             |        |

## Ultra-Lightweight 125 cc TT
La Ultra-Lightweight TT volvió a ser la carrera más minoritaria. Tan solos 17 participantes tomaron la salida y la carrera se redujo de cuatro a tres vueltas. Aquí llegó el triunfo en TT de MV Agusta, donde Cecil Sandford ganó y logró hacer la primera vuelta en menos de treinta minutos. Carlo Ubbiali terminó segundo con la Mondial 125 Bialbero, pero llegó a casi un minuto y medio de Sandford. Ashley Len Parry terminó tercero con la Mondial 125 Monoalbero.
| Pos.    | Corredor          | Moto              | Tiempo    | Puntos |
| ------- | ----------------- | ----------------- | --------- | ------ |
| 1       | Cecil Sandford    | MV Agusta         | 1:29"54'8 | 8      |
| 2       | Carlo Ubbiali     | Mondial           | 1:31"35'0 | 6      |
| 3       | Ashley Len Parry  | Mondial           | 1:34"02'6 | 4      |
| 4       | Cromie McCandless | Mondial           | 1:37"13'4 | 3      |
| 5       | Angelo Copeta     | MV Agusta         | 1:38"33'4 | 2      |
| 6       | Frank Burman      | EMC-Puch          | 1:47"34'0 | 1      |
| 7       | Harvey Williams   | BSA               | 1:57"02'4 |        |
| 8       | Howard Grindley   | DMW-Royal Enfield | 1:57"42'0 |        |
| 9       | Noel Mavrogordato | EMC-Puch          | 1:58"47'0 |        |
| 10      | Eric Hardy        | DOT               | 1:59"03'0 |        |
| 11      | Lionel French     | EMC-Puch          | 2:07"15'0 |        |
| 12      | Bob Penny         | EMC-Puch          | 2:09"11'0 |        |
| Ret     | Bill Hall         | Royal Enfield     | Ret       |        |
| Ret     | Jack Hogan        | EMC-Puch          | Ret       |        |
| Ret     | Alan Jones        | Anelay            | Ret       |        |
| Ret     | Guy Newman        | DOT               | Ret       |        |
| Ret     | Milton Sunderland | Anelay            | Ret       |        |
| Fuente: |                   |                   |           |        |

| Prueba previa: Gran Premio de Suiza   | Campeonato del Mundo de Motociclismo de 1952 | Siguiente prueba: Gran Premio de los Países Bajos |
| Prueba previa: TT Isla de Man de 1951 | TT Isla de Man                               | Siguiente prueba: TT Isla de Man de 1953          |